# Francesc Vendrell i Vendrell
|  | No s'ha de confondre amb Francesc Vendrell i Bayona. |

Francesc Vendrell i Vendrell   (Barcelona, 15 de juny de 1940 - Londres, 27 de novembre de 2022) va ser un diplomàtic català.

## Biografia
Es llicencià en dret a la Universitat de Barcelona, continuà estudiant al King's College de Londres i es graduà en història moderna a la Universitat de Cambridge. Va ser director de l'Acadèmia de Dret Internacional de la Haia el 1979.
El 1968 ingressà al cos diplomàtic de l'ONU, on fou nomenat cap dels serveis de documentació del secretariat general per a Europa i Amèrica del 1987 a 1992. Entre altres càrrecs dins l'alt organisme, ha estat representant personal del secretari general de les Nacions Unides en els processos de pau del Salvador i Nicaragua (1989-1991), Guatemala (1990-1992) i Timor Oriental (1999). Ha participat en missions diplomàtiques al Caucas (1992) i a Haití (1993), i fou director de la divisió d'afers polítics per a l'Àsia oriental i el Pacífic (1993-1997) i de la divisió combinada Àsia-Pacífic (1998-1999).
El 1999 fou nomenat responsable de l'oficina d'assistència al secretari general de l'ONU per als afers polítics d'Àsia, el Pacífic, Amèrica i Europa. Del 2000 al 2002 encapçalà la missió especial de l'ONU a l'Afganistan (UNSMA), i aquest darrer any hi fou nomenat representant de la Unió Europea. El 2002 rebé la Creu de Sant Jordi.